# Promise and Terror
Albums de Blaze Bayley
The Man Who Would Not Die
(2008) The King Of Metal
(2012)
Promise and Terror est le cinquième album studio de Blaze Bayley après son départ d'Iron Maiden. C'est le second album enregistré avec ce line-up.
Les thématiques de l'album sont variées puisque 1633 traite de Galilée, God of Speed de Burt Munro et City of Bones de Chostakovitch composant sa 7e Symphonie durant le siège de Léningrad.
En revanche, Blaze évoque des thèmes plus personnels dans les quatre derniers morceaux que l'on peut considérer comme conceptuels. Il parle de son retour à la vie après la perte de sa femme, décédée à la sortie du précédent album.

## Liste des morceaux
1. Watching the Night Sky
2. Madness and Sorrow
3. 1633
4. God of Speed
5. City of Bones
6. Faceless
7. Time to Dare
8. Surrounded By Sadness
9. The Trace of Things that Have No Words
10. Letting Go of the World
11. Comfortable in Darkness

## Membres
- Blaze Bayley – Chanteur
- Nick Bermudez - Guitare
- Jay Walsh - Guitare
- David Bermudez - Basse
- Lawrence Paterson - Batterie

## Crédits
- Tous les titres écrits et composés par le Blaze Bayley Band.
- Enregistré par Jase Edwards

- Produit par Jase Edwards et le Blaze Bayley Band.